# Victor Cook
Victor Cook est un scénariste, producteur et artiste de storyboards ayant principalement fait carrière dans les séries et vidéos animées.
Enfant, Cook était un fan des séries d'animations de Ralph Bakshi. Lorsqu'il était à l'école maternelle, il dessinait des personnages comme Spider-Man ou Speed Racer.
Adulte, Cook a travaillé sur plusieurs dessins animés différents tels que Les Énigmes de l'Atlantide, La Légende de Tarzan, Les Aventures de Buzz l'Éclair et Myster Mask.

## Filmographie

### Réalisateur
- 1997 : Les 101 Dalmatiens, la série, (série télévisée)
- 2000 : Les Aventures de Buzz l'Éclair, (série télévisée)
- 2001 à 2003 : La Légende de Tarzan, (série télévisée)
- 2002 : La Légende de Tarzan et Jane, (vidéo)
- 2003 : Les Énigmes de l'Atlantide, (vidéo)
- 2005 à 2006 : Lilo et Stitch, la série, (série télévisée)
- 2007 : Hellboy : De Sang et de fer (Hellboy Animated: Blood and Iron) (TV)
- 2007 : La chasse aux œufs de Pâques, (TV)
- 2007 : Mickey's Treat, (TV)
- 2008 : La Maison de Mickey, (série télévisée)
- 2008 : Spectacular Spider-Man, (série télévisée)
- 2010 : Dante's Inferno: An Animated Epic, (vidéo)
- 2010 : Scooby-Doo : Mystères associés, (série télévisée)
- 2011 : La Ligue des Justiciers : Nouvelle Génération (série télévisée)
- 2012 : Ben 10: Destroy All Aliens, (TV)
- 2013 : Scooby-Doo et le fantôme de l'opéra, (film)

### Producteur
- 1997 : Les 101 Dalmatiens, la série, (série télévisée)
- 2006 : Lilo et Stitch, la série, (série télévisée)
- 2008 : Spectacular Spider-Man, (série télévisée)
- 2012 : Ben 10: Destroy All Aliens, (TV)

### Scénariste
- 1992 : Myster Mask, (série télévisée)

### Animation
- 1988 : BraveStarr: The Legend (assistant de chargé d'animation)
- 1990 : Back to Neverland (assistant de chargé d'animation)
- 2010 : Dante's Inferno: An Animated Epic, (vidéo) (directeur d'animation)

### Département Art
- 1988 : ALF Tales, (série télévisée)
- 1988 à 1989 : ALF: The Animated Series, (série télévisée)
- 1989 : Les Schtroumpfs, (série télévisée)
- 1989 : Garfield et ses amis, (série télévisée)
- 1989 : The Karate Kid, (série télévisée)
- 1990 : Super Baloo, (série télévisée)
- 1990 : Les Simpson, (série télévisée)
- 1991 : Myster Mask, (série télévisée)
- 1992 : La Petite Sirène, (série télévisée)
- 1992 : Raw Toonage, (série télévisée)
- 1994 : Le Retour de Jafar, (vidéo)
- 1994 : Aladdin, (série télévisée)
- 1995 : Aladdin et le Roi des voleurs, (vidéo)
- 1996 : Couacs en vrac, (série télévisée)
- 2001 : La Belle et le Clochard 2, (vidéo)
- 2003 : 21 Grammes, de Alejandro González Iñárritu
- 2005 : American Dragon: Jake Long, (série télévisée)
- 2006 : La Maison de Mickey, (série télévisée)
- 2007 : My Blueberry Nights, de Wong Kar-wai
- 2015: Dessins animés de griffonages (série télévisée)